# Анхольт (замок)
Анхольт (нем. Burg Anholt) — замковый комплекс, расположенный в бывшем городе Анхольт, который в настоящее время является районом города Иссельбург, в административном округе Мюнстер, районе Боркен, в федеральной земле Северный Рейн-Вестфалия, Германия. Регион входит в историческую область Мюнстерланд и граничит с регионом Нижний Рейн. Замок основан в XII веке в долине реки Ауде-Эйссел для защиты границ епископства Утрехт. Позднее некоторое время был центром княжества Анхольт. По своему типу относится к замкам на воде. Комплекс является одной из крупнейших крепостей, окружённых искусственным рвом.

## История

### Ранний период

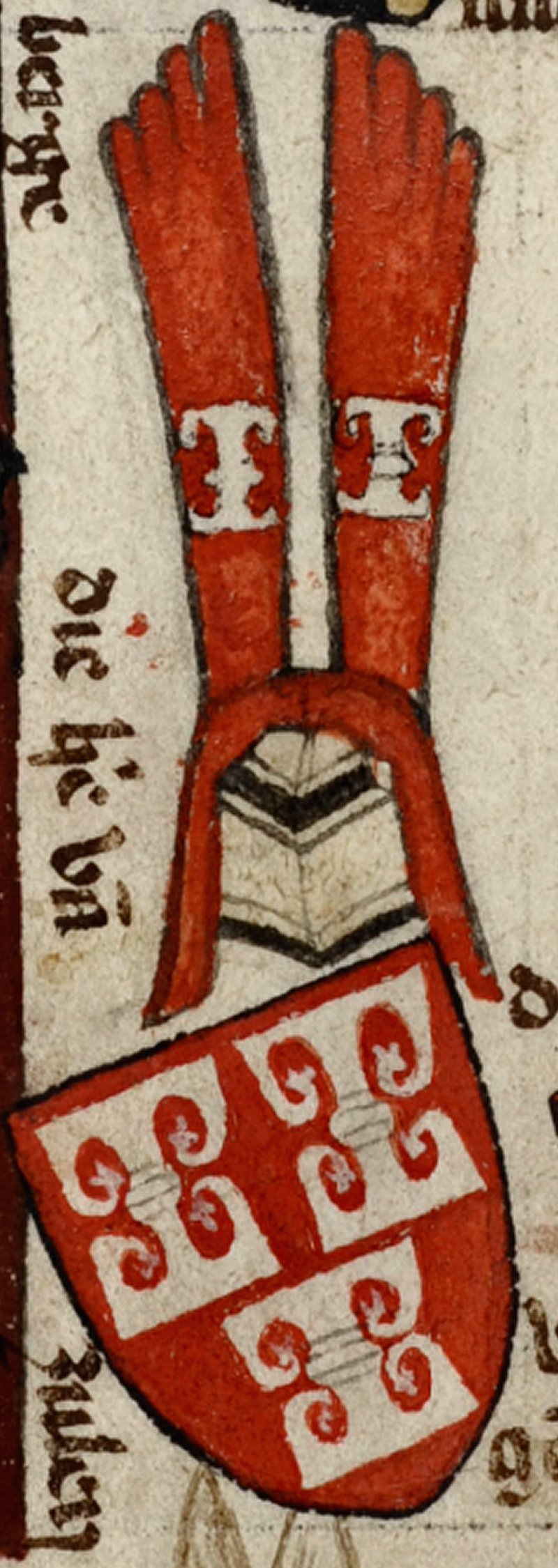
Герб рода Зуйлен (дворянский род)

В 1169 году рыцарь, принадлежащий к дворянскому роду фон Зуйлен, впервые упоминается в документах с приставкой «эн Анхольт». Он назван вассалом Утрехтского епископа Готфрида фон Ренена. В настоящее время историки предполагают, что именно в этот период времени была основана ранняя укреплённая дворянская усадьба на искусственном острове. Она предназначалась для защиты границ епархии.
Позднее на месте первоначального укрепления с единственной башней и был возведён замок Анхольт. При этом достоверно известно, что в первой половине XIV века Стефан IV Зейленский († около 1347 года) освободил жителей Анхольта от крепостной зависимости, даровав им 25 мая 1347 года особые привилегии. Таким образом, феодальная зависимость имения Анхольт от Утрехтского епископства прекратилась. К тому времени замок и окружающие его земли вошли в состав владений Священной Римской империи. Позднее весь регион сталь частью Нижнерейнско-Вестфальского имперского округа.

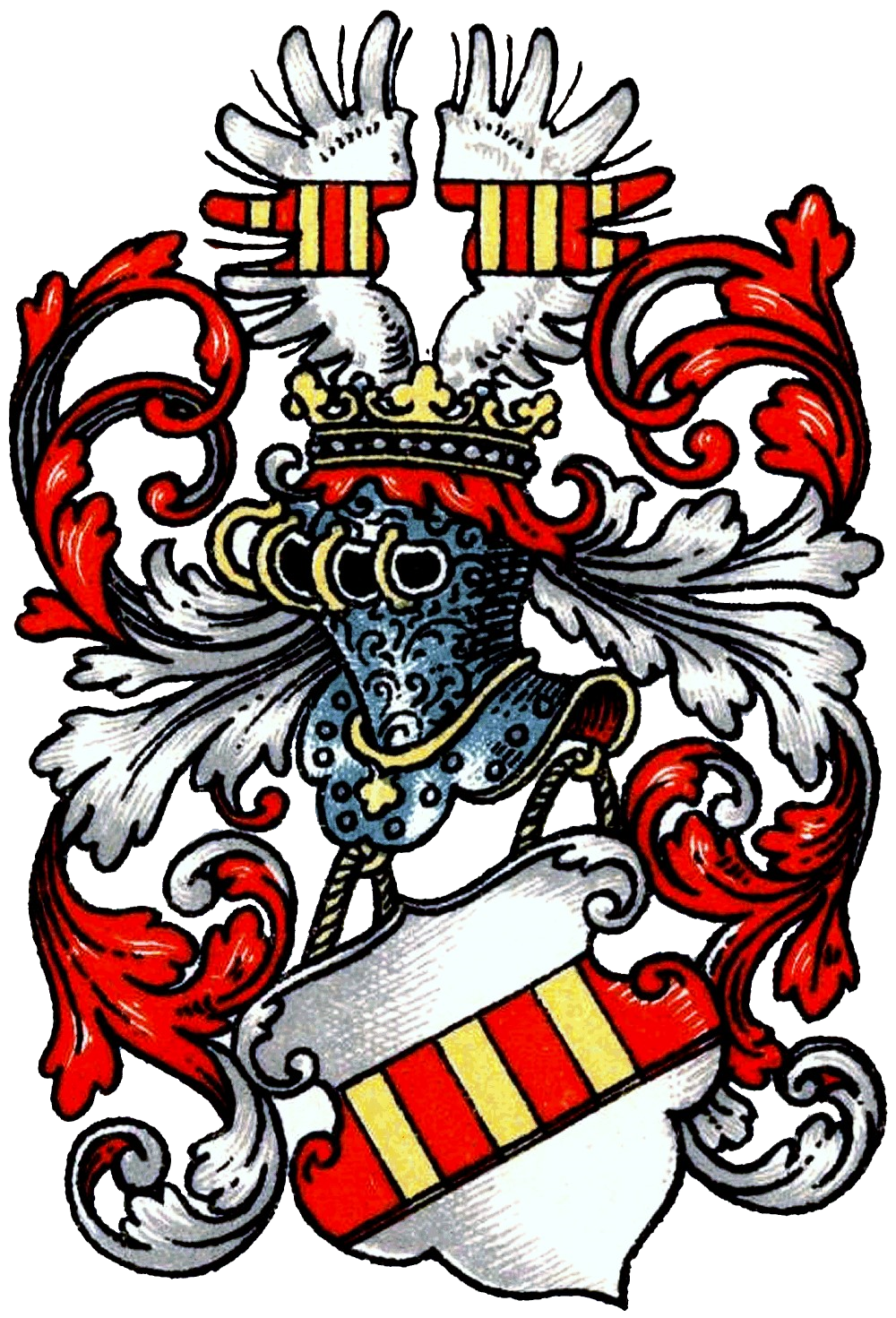
Герб дворянского рода Гемен (дворянский род)

В 1380 году ветвь рыцарей фон Зуйлен-Анхольт пресеклась по мужской линии. В итоге замок и окружающие владения перешли к Герману III фон Гемену, который женился на Герберге, дочери последнего собственника замка, Дитриха II фон Зуйлена. Однако у этой пары также не было наследника мужского пола. В результате Анхольт в 1402 году вошёл в состав владений семьи фон Бронкхорст-Батенбург через брак представителя рода по имени Гисберт с Маргаретой фон Гемен. 

### ЭпохаРенессанса

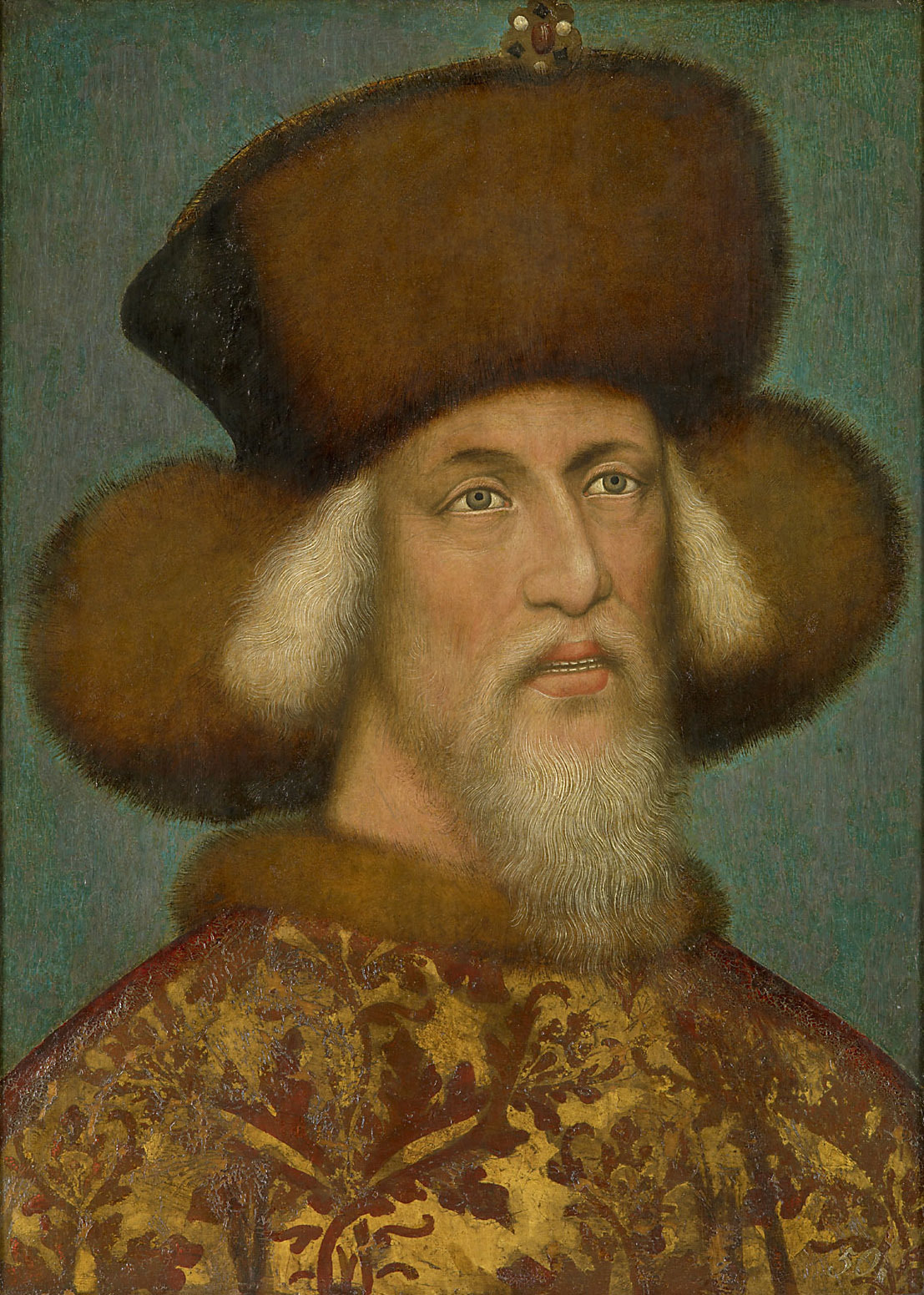
Император Сигизмунд

В 1431 году император Сигизмунд подтвердил прямые имперские права представителей рода фон Бронкхорст-Батенбургов на замок Анхольт, а также на окрестные владения. К тому времени сооружение было уже радикально перестроено и представляло собой внушительный оборонительный комплекс. Вокруг из внешнего поселения сформировался полноценный город, в котором проживали купцы и ремесленники.

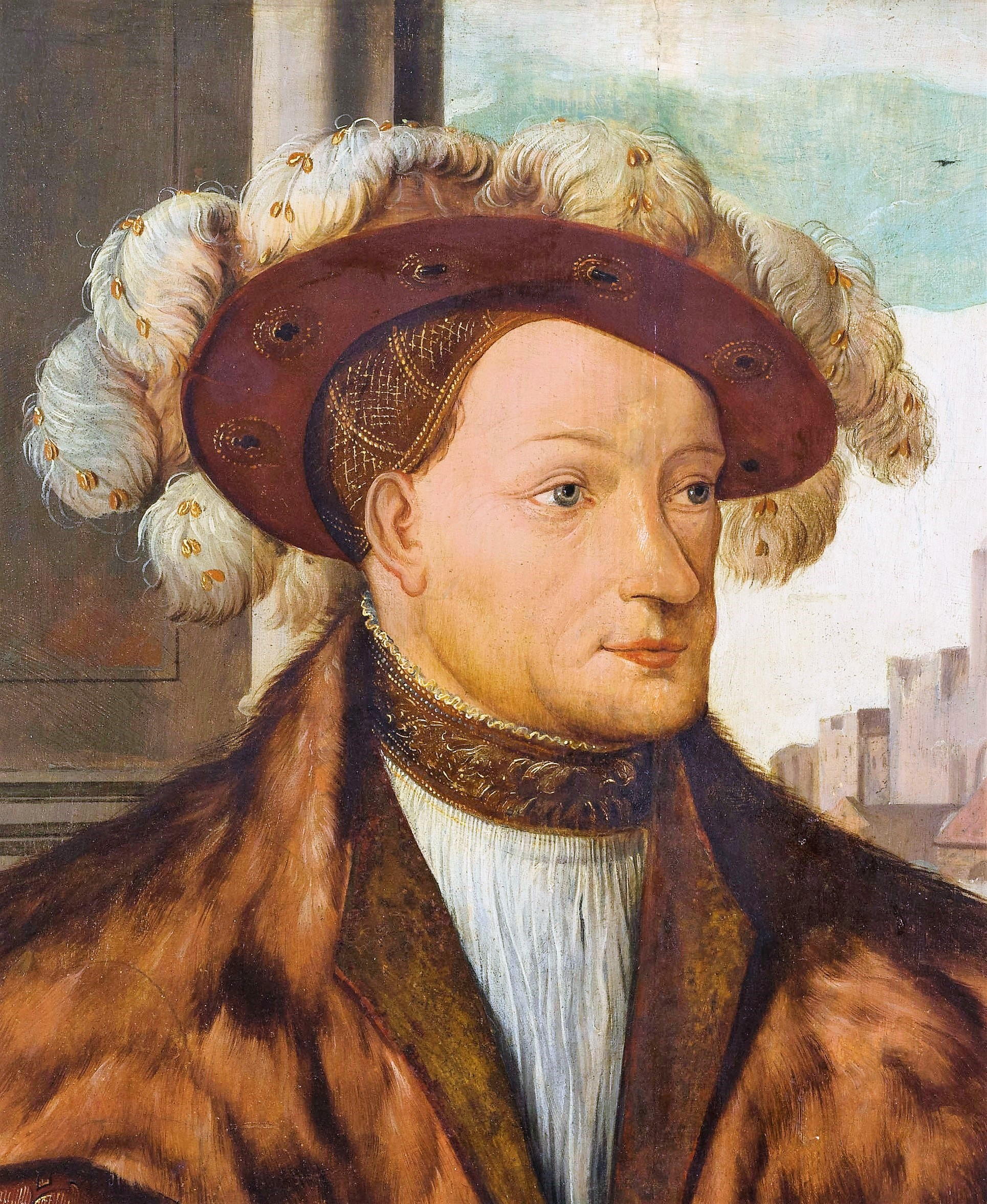
Герцог Карл Эгмонд

Во время Гельдернской вражды сын Гисберта, Якоб I, встал на сторону римско-германского короля, а позднее императора Максимилиана I. Он сражался вместе с Иоанном II, герцогом Клевским, против гельдернского герцога Карла Эгмонда. Отряды герцога попытались в 1499 году в ходе внезапной атаки захватить Анхольт. Но гарнизон отбил штурм. Тогда Карл Эгмонт осадил замок. Тем не менее, несмотря на все усилия герцога, Анхольт долго оставался неприступным.
Герцог Карл Эгмонт был очень терпелив в достижении поставленных целей. В итоге в ходе Гелдернской войны в 1512 году во время очередной попытки ему удалось завоевать Анхольт. Гернизон оказался серьёзно ослаблен последствиями эпидемией чумы. В результате, после трёхмесячной осады, комендант замка приказал выкинуть белый флаг и открыть врагам ворота.
[[Файл:CharlesV-Titian.jpg|справа|мини|Император Карл V
Замковый комплекс оставался во владении герцогов Гельдерна в течение 25 лет. При этом законным преемником Якоба I считался его двоюродный брат Дитрих III. В 1531 году род фон Бронкхорст-Батенбург получил подтверждение своих имперских прав на Анхольт, В итоге Дитриху III по договору 1537 года удалось вернуть замок в родовую собственность. Правда, в обмен на передачу замка представителям семьи фон Бронкхорст-Батенбург герцог Гелдерланд потребовал крупную сумму в качестве своеобразной контрибуции. Кроме того, по условиям соглашения, замок, город и близлежащие деревни должны были оставаться открытыми для людей герцога. Однако всего через три года император Карл V освободил собственников Анхольта от этих обязательств. 
Тем не менее, сторонники Утрехтской унии во время Восьмидесятилетней войны проигнорировали императорские распоряжения. Ссылаясь на договор 1537 года они потребовали от Дитриха III присоедиться к протестантскому союзу против католической Испании. Хозяин Анхольта был ревностным католиком и отказал протестантам. В результате замок и город оказались осаждены войсками гёзов. Дитрих III, видя, что укрепления города пребывают в скверном состоянии, а гарнизон слаб, решил приступить к переговорам. Поверив уверениям предводителей Унии, что никто из гёзов не станет применять силу, он приказал открыть городские ворота. Но буквально через несколько мгновений после того, как протестанты вступили в город, они нарушили свои клятвы. Анхольт подвергя страшному разграблению, а многие здания были сожжены. Только когда на помощь католикам подошди отряды герцога Вильгельма V Клевского, грабители бежали.
Похожая участь постигла Анхольт во время Тридцатилетней войны. И замок, и город вновь подверглись безжалостному разграблению, после которого случился разрушительный пожар. Тем не менее, после Вестфальского мира Анхольт сравнительно быстро возродился. Были восстановлены и замок, и кварталы городской застройки.

### XVII–XVIII века

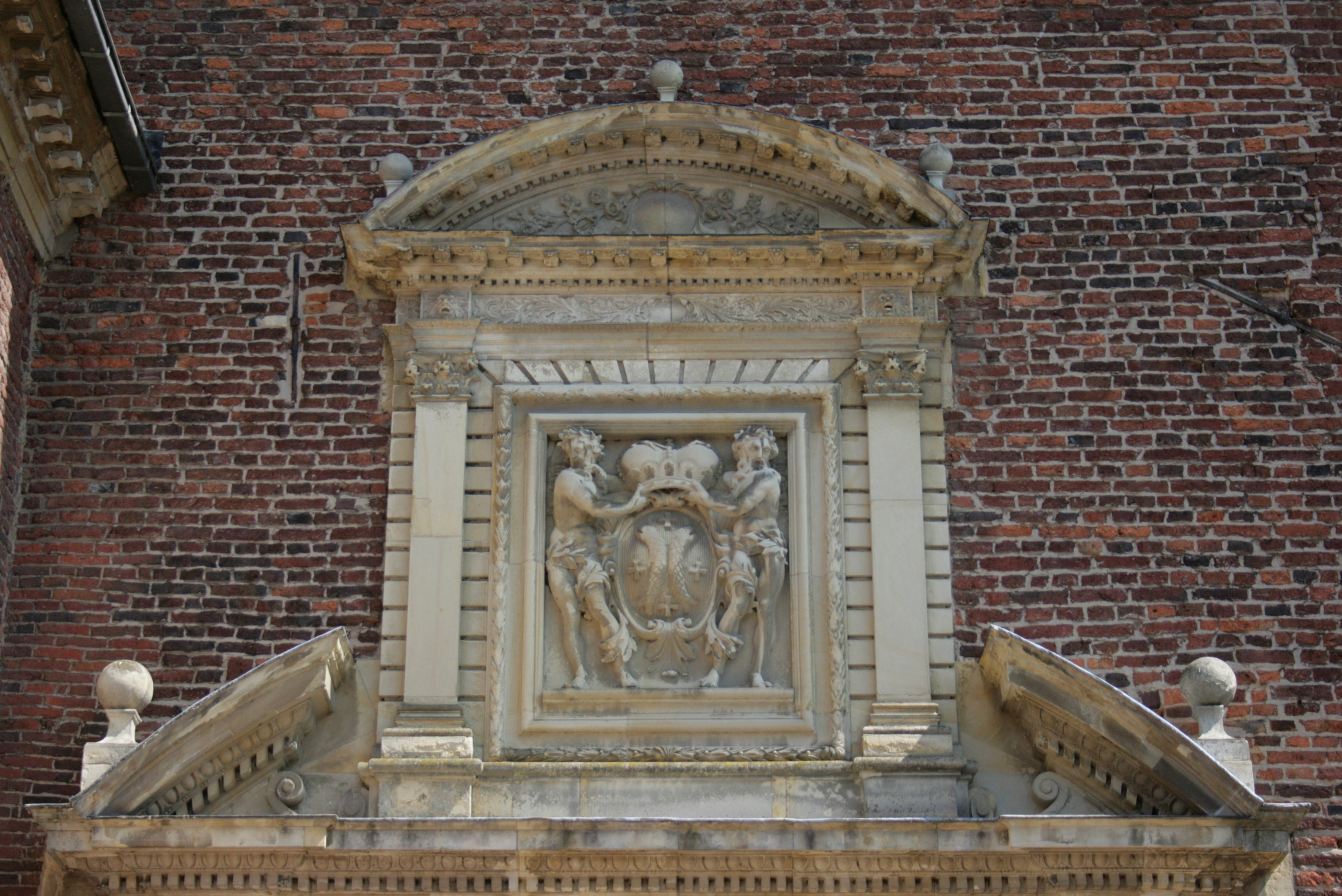
Герб княжеского рода цу Зальм времён князя Зальм, Карл Теодор Отто цу

Последним представителем рода фон Бронкхорст-Батенбург-Анхольт по мужской линии был граф Дитрих IV (1578–1649). В 1621 году он добился императорской милости быть возведённым в ранг имперского графа. Такой почести его удостоил император Фердинанд II. 
Всяческих почестей и привилегий добился не только Дитрих IV, но и его младший брат, имперский фельдмаршал Иоганн Якоб фон Бронкхорст-Батенбург. Именно он и унаследовал замок Анхольт. Этот представитель высшей знати сумел стать членом Нижнерейнско-Вестфальской имперской графской коллегии. Ещё в 1647 году Якоб передал графство Анхольт в качестве приданого мужу своей дочери Марии-Анны, имперскому графу Леопольду Филиппу Карлу Зальмскому, графу Рейнскому. С тех пор замок и поместье Анхольт остаются в частной собственности знатной семьи фон Зальм-Зальм.
В 1743 году Николаусу Леопольду фон Зальм-Зальм, потомку графа Леопольда Филиппа Карла Зальмского, император пожаловал наследственный титул имперского князя. Этот титул был очень престижным, но не предоставлял реальных полномочий и привилегий. Тем не менее, им очень дорожили.

### XIX век

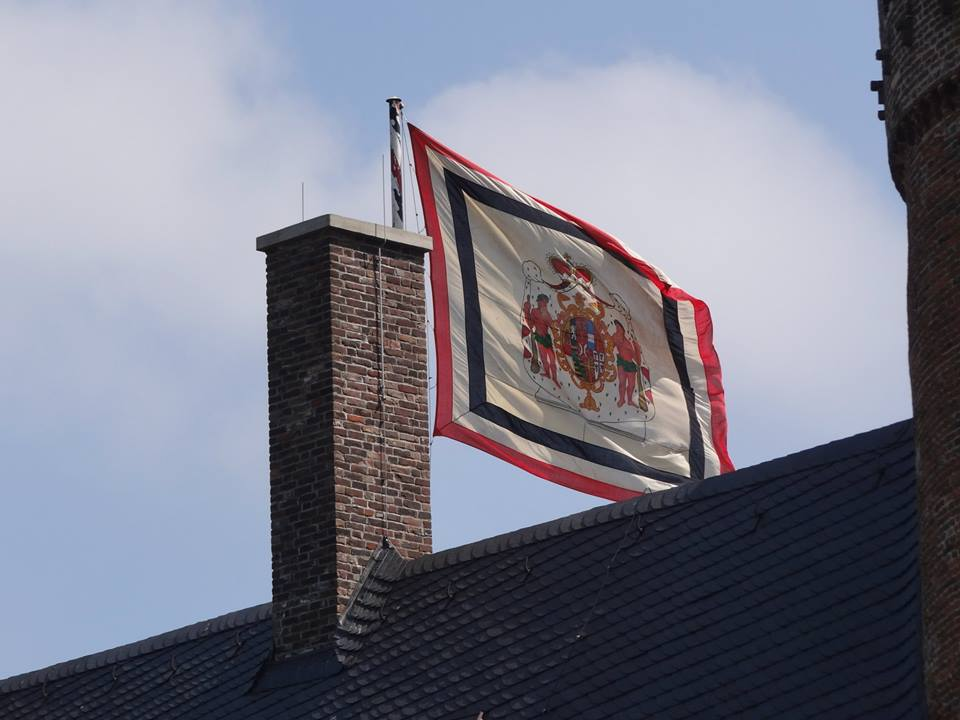
Штандарт княжества Зальм в замке Анхольт

В 1802 году территория Анхольт была объединена с владениями Бохольт и Ахаус, а также упразднённого епископства Мюнстер. В результате образовалось княжество Зальм. В 1810 году это государство перешло под власть Франции. В ходе масштабных реформ Наполеона I княжество стало частью Рейнского союза. После падения первого французского императора участники Венского конгресса так и не восстановили суверенитет княжества Зальм. Эти территории оказались присоединены к королевству Пруссия. При этом замок Анхольт оставался родовой княжеской резиденцией. 

### XX век

Герб князей цу Зальм

Замок благополучно пережил катаклизмы первой четверти XX века. В ходе Первой мировой войны и последующих событий Ноябрьской революции сооружение не пострадало.
В то же время в годы Второй мировой войны Анхольт едва не оказался полностью уничтожен. Весной 1945 года в ходе  Бомбардировок и боевых действий 70 процентов сооружений замкового комплекса были повреждены. Тогдашний владелец Анхольта князь Николаус Леопольд сразу после окончания войны начал принимать меры по спасению родовой резиденции. Понимая, что содержание комплекса в будущем будет обходиться в серьёзные суммы, он включил замок в различные программы по развитию торговых связей и туризма в Германии.
В 1947 и 1950 годах по приглашению владельца в замке собирался так называемый «Анхольт-Ринг». Это в основном были известные архитекторы и градостроители, которые в период власти нацистов работали в подчинении рейхсминистра Альберта Шпеера и курировали планы по превращению Берлина в ведущий мировой центр (проект «Столица мира Германия»). После войны эти же люди готовили проекты по восстановлению городов Германии, разрушенных в годы войны от масштабных бомбардировок союзной авиации. Среди участников «Анхольт-Ринг» можно отметить Рудольфа Вольтерса, Эрнста Нойферт, Фридриха Хетцельта, Фридриха Таммса и Константина Гутчова. Помимо прочего, они внесли многочисленные предложения по реконструкции Анхольта. После основательной реставрации замка семья владельцев вновь смогла использовать его в качестве жилой резиденции. В то же время многие части комплекса были открыты для публики.
В настоящее время комплекс остаётся в частной собственности. Представители рода фон Зальм и в XXI веке продолжают владеть огромным замком. Сегодня это одно из немногих столь крупных частных дворцовых комплексов в земле Северный Рейн-Вестфалия.

## Описание замка
Основная часть комплекса расположена на двух островах прямоугольной формы. Их территории соединены мостом и почти полностью заняты сооружениями комплекса. На южном острове находятся три здания, примыкающие друг к другу под прямым углом. С севера оставлено открытое пространство. На северном острове находится главное здание. Оно состоит из четырёх крыльев, образующих небольшой внутренний двор. К обоим островам ведут разводные мосты.

### Главный замок

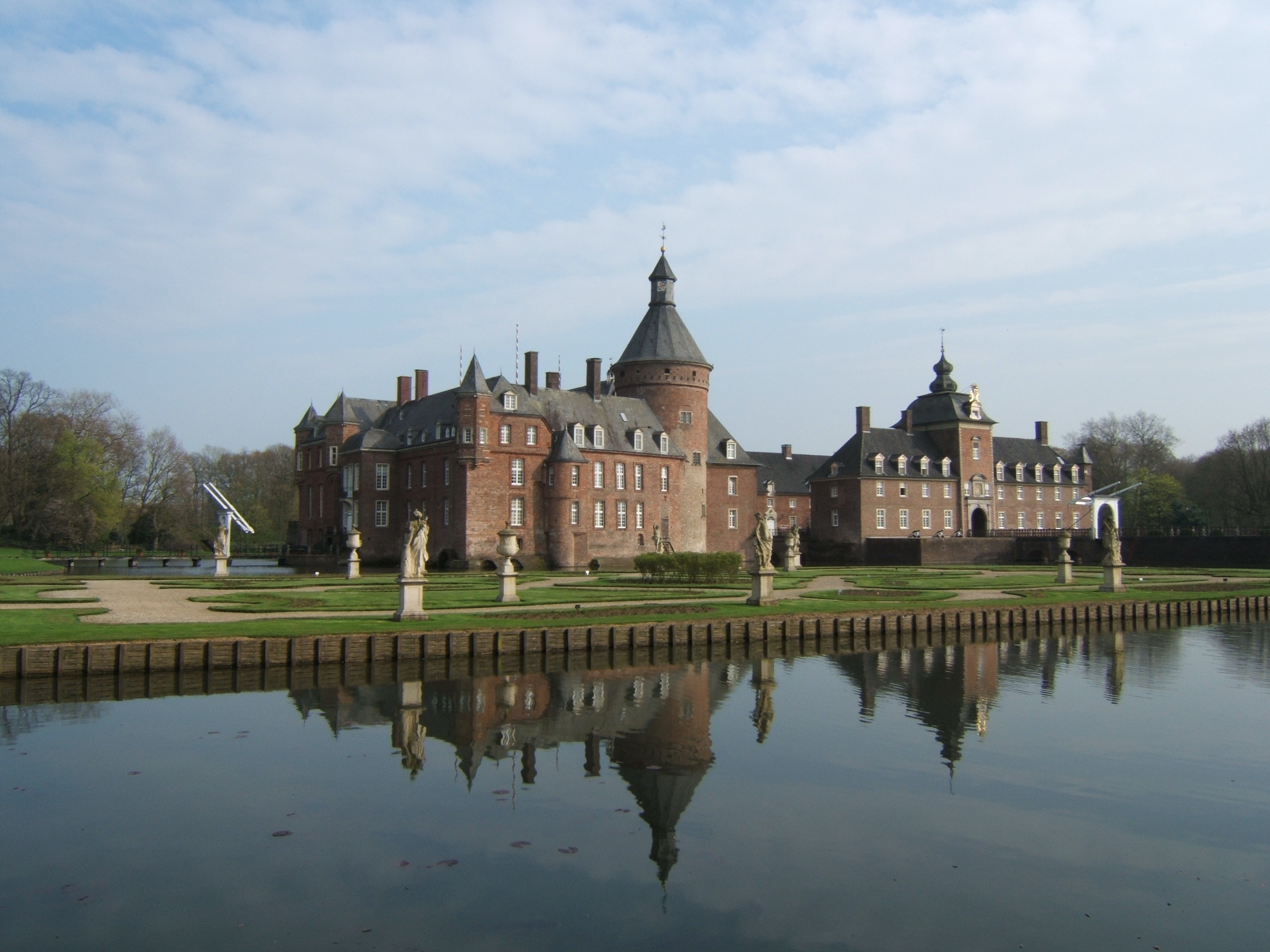
Вид замкового комплекса со стороны пруда

К концу XII места на этом месте имелась круглая башня диаметром около одиннадцать метров (так называемая Толстая башня), небольшое жилое здание в северо-восточном углу нынешнего комплекса и кольцо стен, которые окружали овальную территорию острова. Из-за болотистой местности в фундаментом служили деревянные сваи, вбитые в землю. Основным строительным материалом был туфовый камень.
Попасть внутрь донжона можно было через высокий вход по разборной деревянной лестнице. Он находился на высоте семи метров над уровнем земли. В нижней части имелось подземелье, которое использовали как склад или темницу. На замковый остров пройти можно было только по подъёмному мосту.
В XIV веке в замке провели масштабную реконструкцию. Его общую территорию значительно расширили. При этом для фундаментов продолжали вбивать в почву деревянные сваи. Основное усадебное здание увеличили в размерах. С восточной и южной стороны к нему пристроили ещё два двухэтажных жилых крыла. Внешние стены сделали выше, а их толщину в основании довели до двух метров. По углам возвели шестиугольные оборонительные башни.
В XVI веке с запада и севера площадь острова нарастили для возведения новой жилой резиденции. К этому же периоду можно отнести и строительство двух лестничных башен в северо-западном и северо-восточном углах внутреннего замка.
Около 1700 года по инициативе князя Карла Теодора Отто цу Зальма комплекс снова радикально перестроили. Все старые фортификационные сооружения разобрали. Прежнюю крепость превратили в роскошную резиденцию в стиле барокко с характером старинного замка. Бывшая Толстая башня получила свой нынешний высокий шпиль на крыше, а другие здания укрыли шиферной крышей по единому образцу. 
В ходе реконструкции все фасады отделали однородной штукатуркой, на которой, в соответствии со вкусом того времени, изобразили особые узоры, имитирующие кладку из крупных тёсаных камней. Кроме того, к северному фасаду пристроили двухэтажный павильон, обеспечивающий доступ к пейзажному парку.

### Коллекции в замке

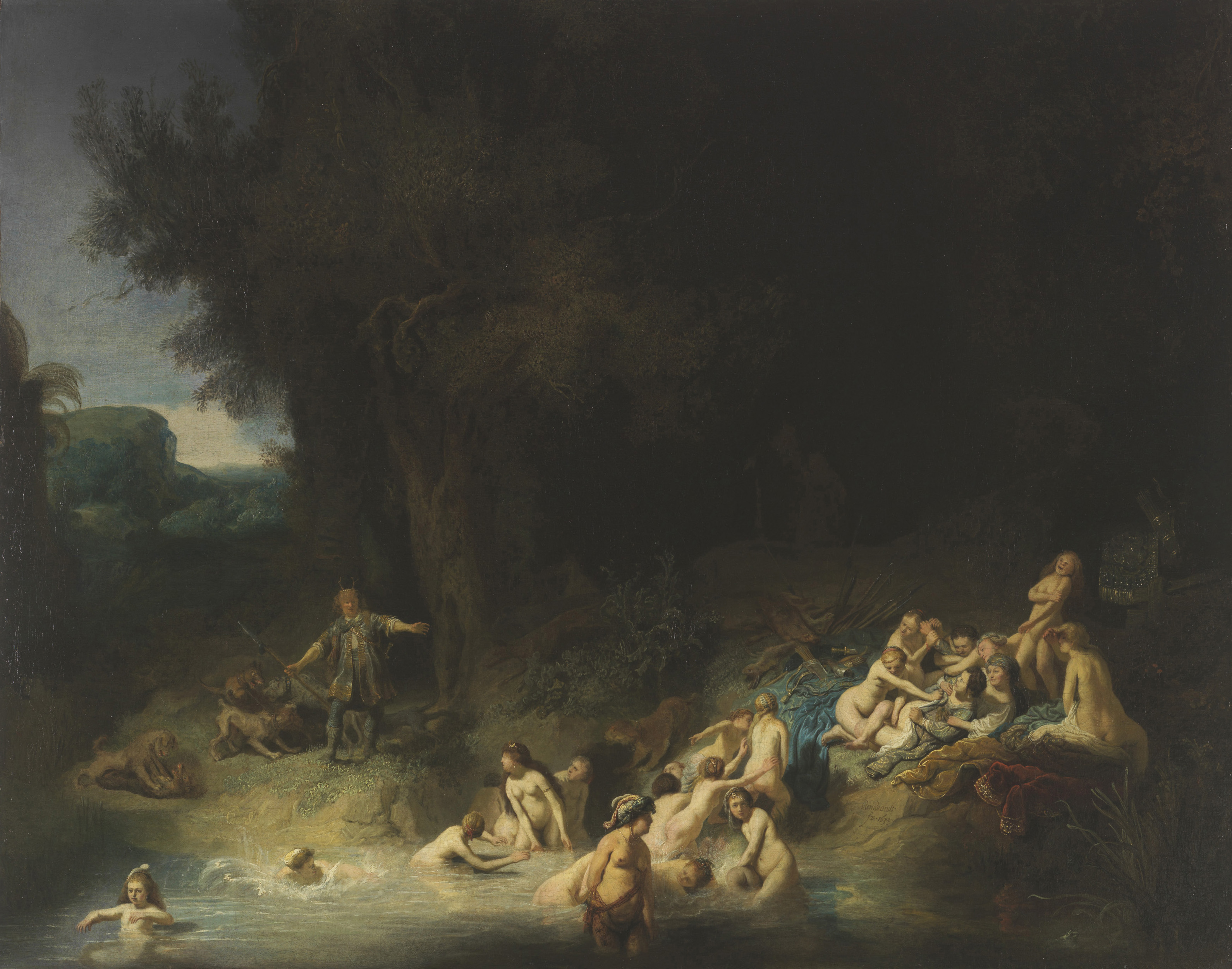
Картина Рембрандта «Купание Дианы с Актеоном и Каллисто»

В замке представлена богатая коллекция произведений искусства, мебели и предметов быта, которые дают посетителям возможность заглянуть в жизнь высшей знати прежних столетий. Помимо прочего, в Анхольте находится крупнейшая частная коллекция живописи в земле Северный Рейн-Вестфалия. Здесь представлены многочисленные работы таких известных голландских мастеров, как Рембрандт (например, «Купание Дианы с Актеоном и Каллисто»), Ян ван Гойен, Герард Терборх (Портрет Гезины Терборх в образе пастушки) и Лукас Кранах (Старший). Кроме того, в замке имеется обширная коллекция изделий из фарфора.
В главном здании резиденции представлена оригинальная внутренняя обстановка и интерьеры XVII-XIX веков. Среди примечательных особенностей — деревянные полы, которым более 400 лет и лестница XVII века. Многие экспонаты и коллекции во время Второй мировой войны сохранились благодаря тому, что их спрятали в подвалах.
В замке Анхольт также находится домашний архив княжеского дома. Там же хранится свинцовая пуля, которой 19 июня 1867 года был расстрелян император Мексики Максимилиан I. Князь Феликс Зальм-Зальмский, служивший адъютантом казнённого, забрал пулю после посмертного вскрытия и привёз ее в Германию.

### Библиотека
При замке действует библиотека. Она открыта для свободного посещения. Это особый зал площадью 230 м² в неоклассическом стиле. Его строительство завершилось в 1860 году. Основу коллекции старинных книг составляют библиотека расформированного цистерцианского монастыря Гросс-Бурло, библиотека графов Бронкхорст-Батенбургских периода с 1400 по 1650 год и библиотека князей Зальм-Зальмских. Здесь же хранятся некоторые важные документы в период с 1650 года по настоящее время.

### Внешний двор (форбург)
Появление форбурга относится ко времени первой масштабной реконструкции. Созданная снаружи система укреплений получила название «Унтерхофф». Здесь со временем появилось много хозяйственных построек, мастерских, а также конюшни и жилые дома для слуг и работников. Главный вход оформили в виде красивых ворот, перестроенных позднее в башню с воротами. В её стены вмонтировали вырезанные в камне гербы императора Карла V (с 1540 года) и герцога Карла Эгмонда (с 1512 года).
В период с 1697 по 1703 год внешний двор замка был перестроен по проекту миланского архитектора Томмазо Томмассини. Вместо утилитарного хозяйственного комплекса возник благоустроенный квартал. 

### Замковый парк

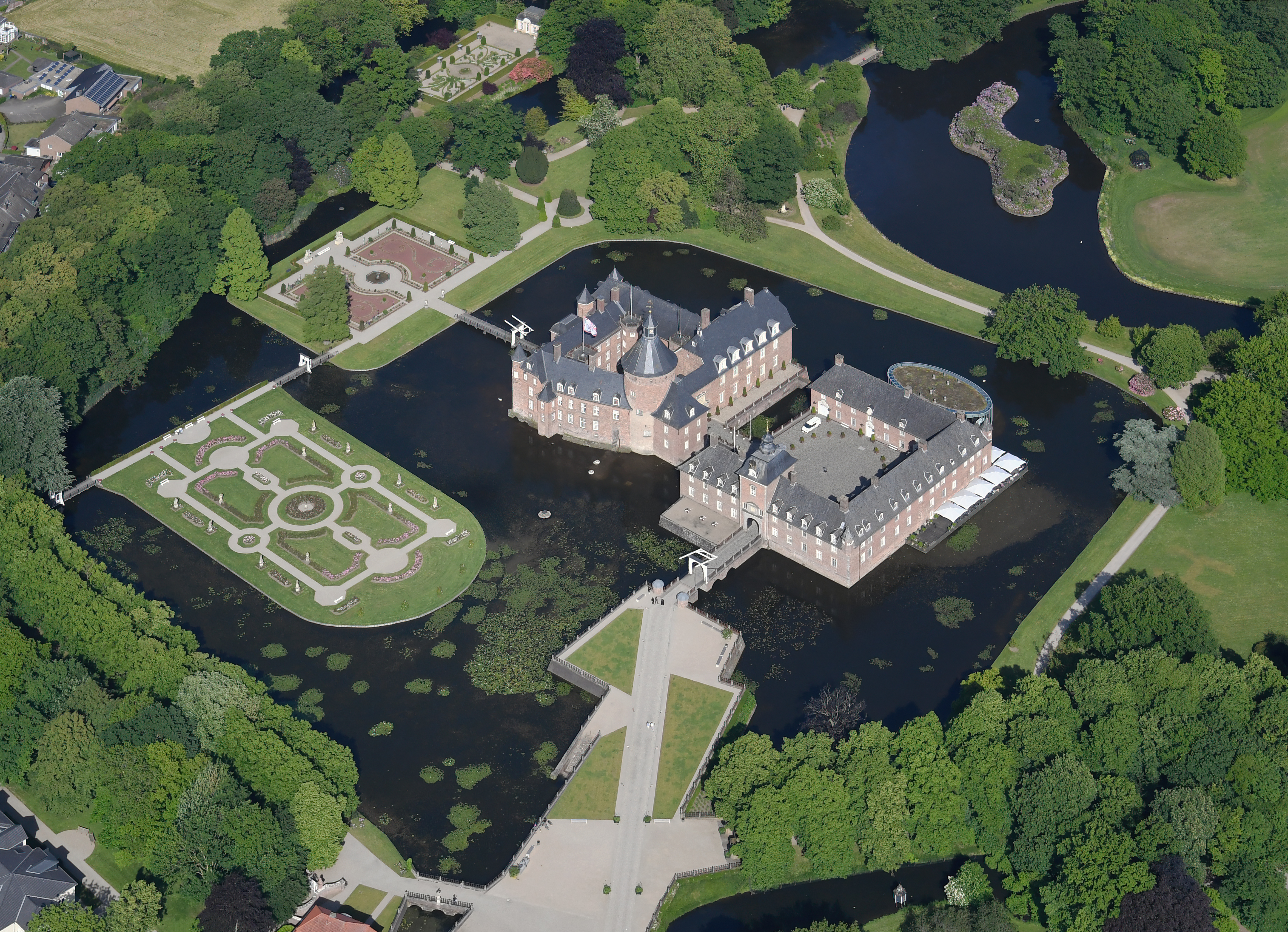
Вид замка и части парка с высоты птичьего полёта

Первые сады при замке Анхольт появились в XVIII веке. Их спроектировали по моде того времени в симметричных формах по образцу французского садово-паркового искусства эпохи барокко. В XIX веке появился просторный пейзажный парк. Его план заказал князь Флорентин цу Зальм-Зальм в 1831 году. Он поручил провести реконструкцию барочных садов в английский ландшафтный парк. Сначала этими работами занимался дюссельдорфский придворным садовник Максимилиан Фридрих Вейхе. Затем, с 1858 года, благоустройство курировал английский садовый архитектор Эдвард Мильнер. По его проекту создали каналы и выкопали пруды. Сама территория парка к концу XIX века значительно расширилась. Внутри разместили многочисленные статуи.

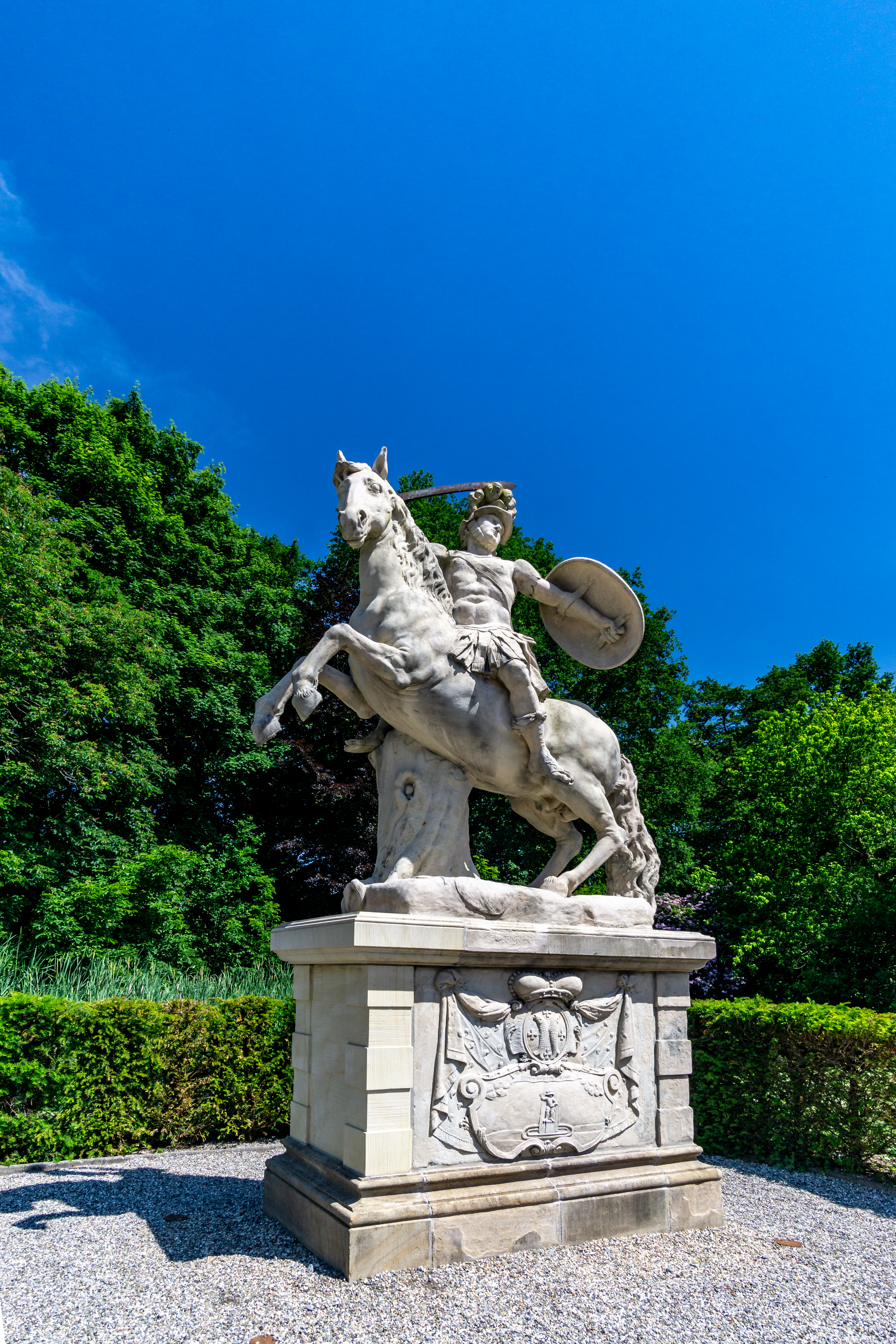
Одна из статуй в парке

Вдохновленный впечатлениями от медового месяца, Леопольд цу Зальм-Зальм с 1892 по 1900 год создал для своей жены отдельный парк в юго-западной части поместья по образцу садов около Фирвальдштетского озера (Люцернского). Этот парк получил имя в честь создателя. На территории выкопали небольшое озеро, окруженное искусственным скальным ландшафтом, а также возвели здание в стиле оригинальной швейцарской архитектуры. В начале XX века широко «Леопольдспарк» был преобразован в заповедник. 
Сады оказались полностью уничтожены в 1945 году.  Однако в период с 1962 по 1995 год их восстановили. В ходе работ им частично придали вид в стиле барокко. Процесс воссоздания старинного парка во всей его красе курировал князь Николаус Леопольд Зальм-Зальмский. В 1966 году состоялось торжественное открытие парка для публики. С той поры он носит название «Анхольтер Швайц» («Анхольтская Швейцария»).

## Современное использование
Замок с 1966 года функционирует как музей. Здесь круглый год проводятся экскурсии. Вход в комплекс платный. 
За отдельную плату можно посетить сады и часть парка. Кроме того, при замке функционирует отель с рестораном, водный павильон, две большие террасы и гольф-клуб. В комплексе регулярно проводятся семинары и конференции. По специальной договорённости здесь можно устраивать свадебные церемонии, торжественные мероприятия и корпоративы. 

## В массовой культууре
Замок Анхольт не раз служил съёмочной площадкой при работе над различными фильмами и сериалами. 
- 1989 год. «Rivalen der Rennbahn[нем.]». Одиннадцатисерийный семейный сериал телеканала ZDF[5].
- 2011 год. «Золушка[нем.]». Фильм-сказка для специального цикла «Sechs auf einen Streich[нем.]» телеканала ARD[6].

## Галерея

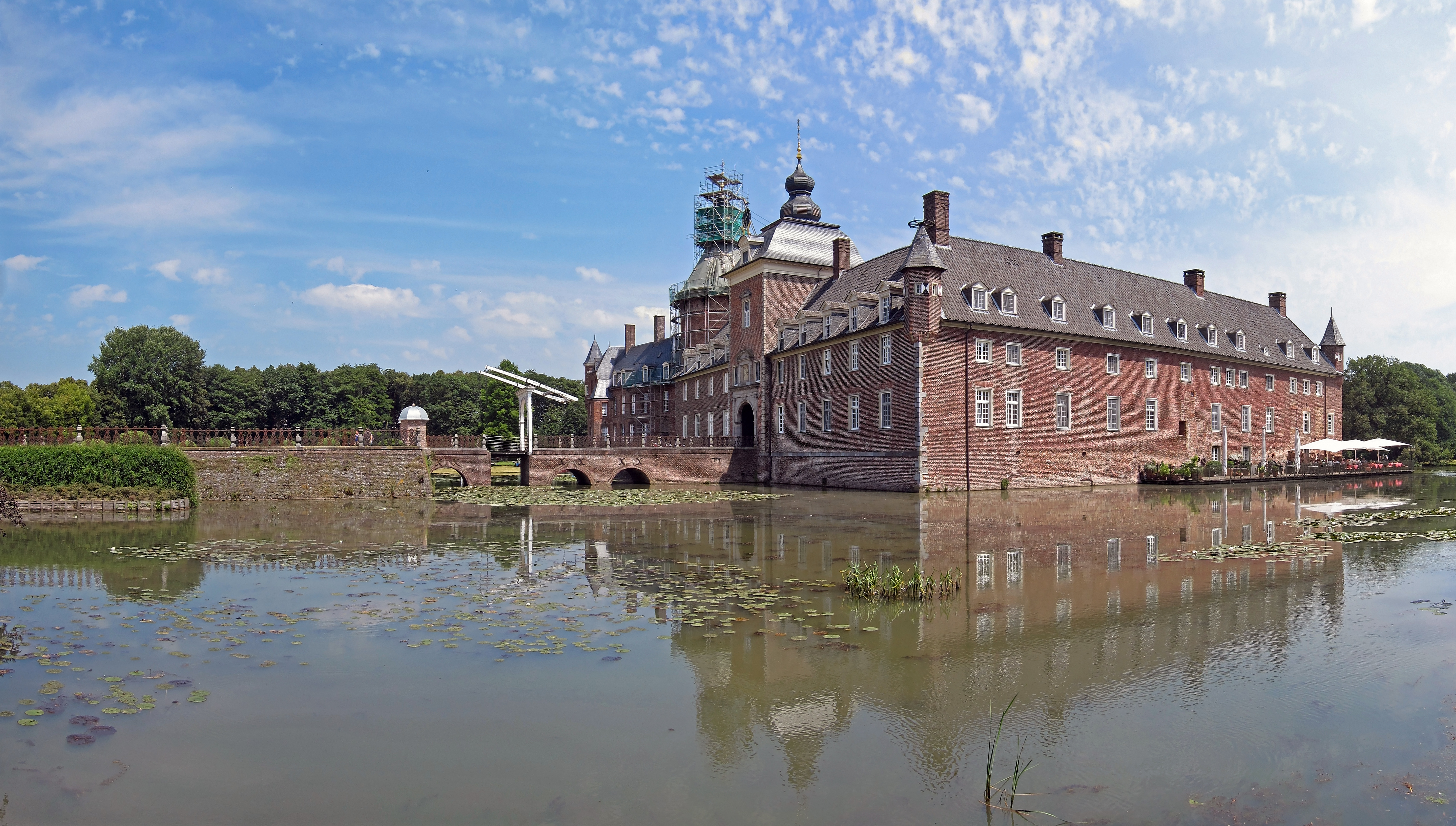
Вид замка с юго-западной стороны
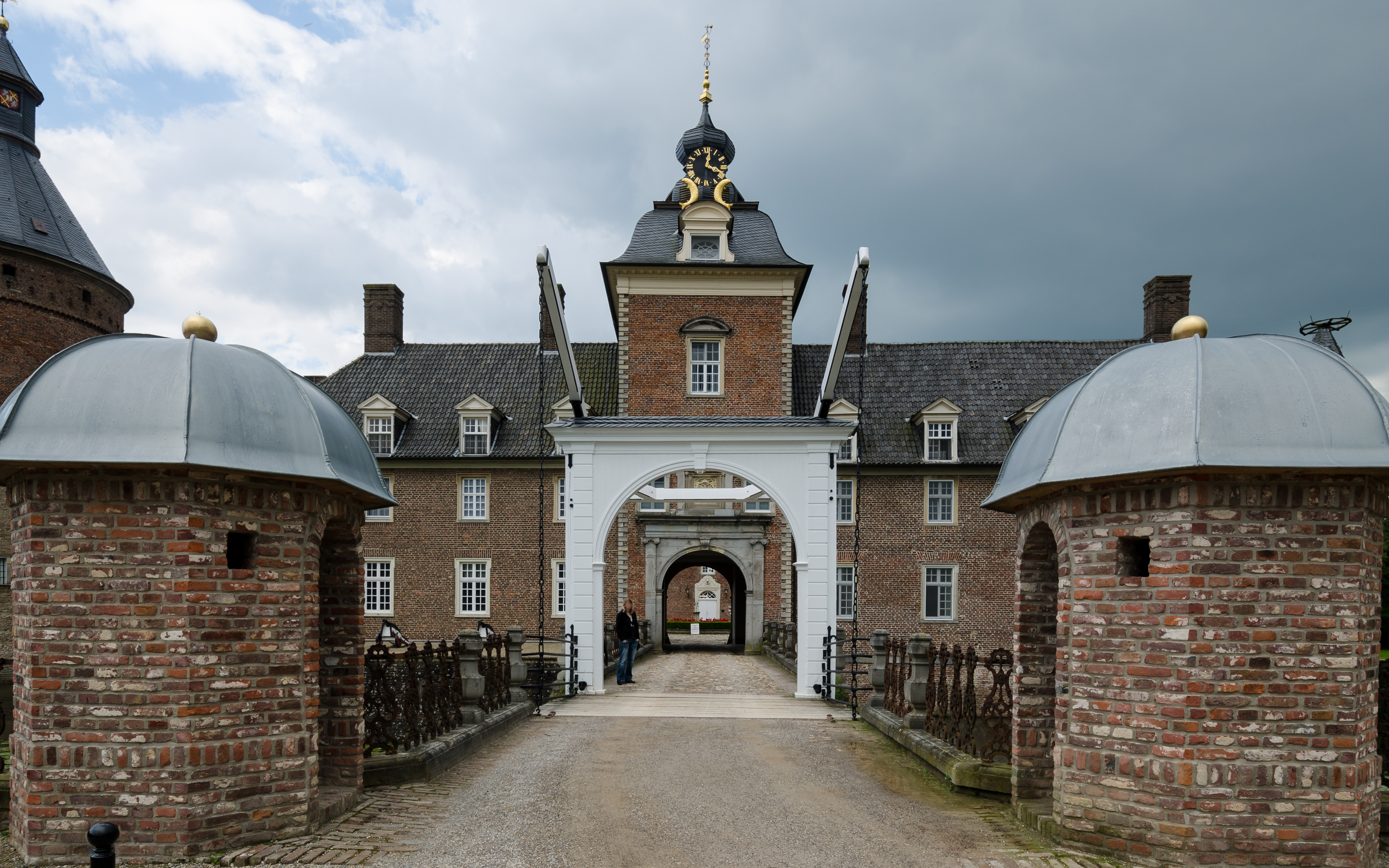
Мост ведущий к замку
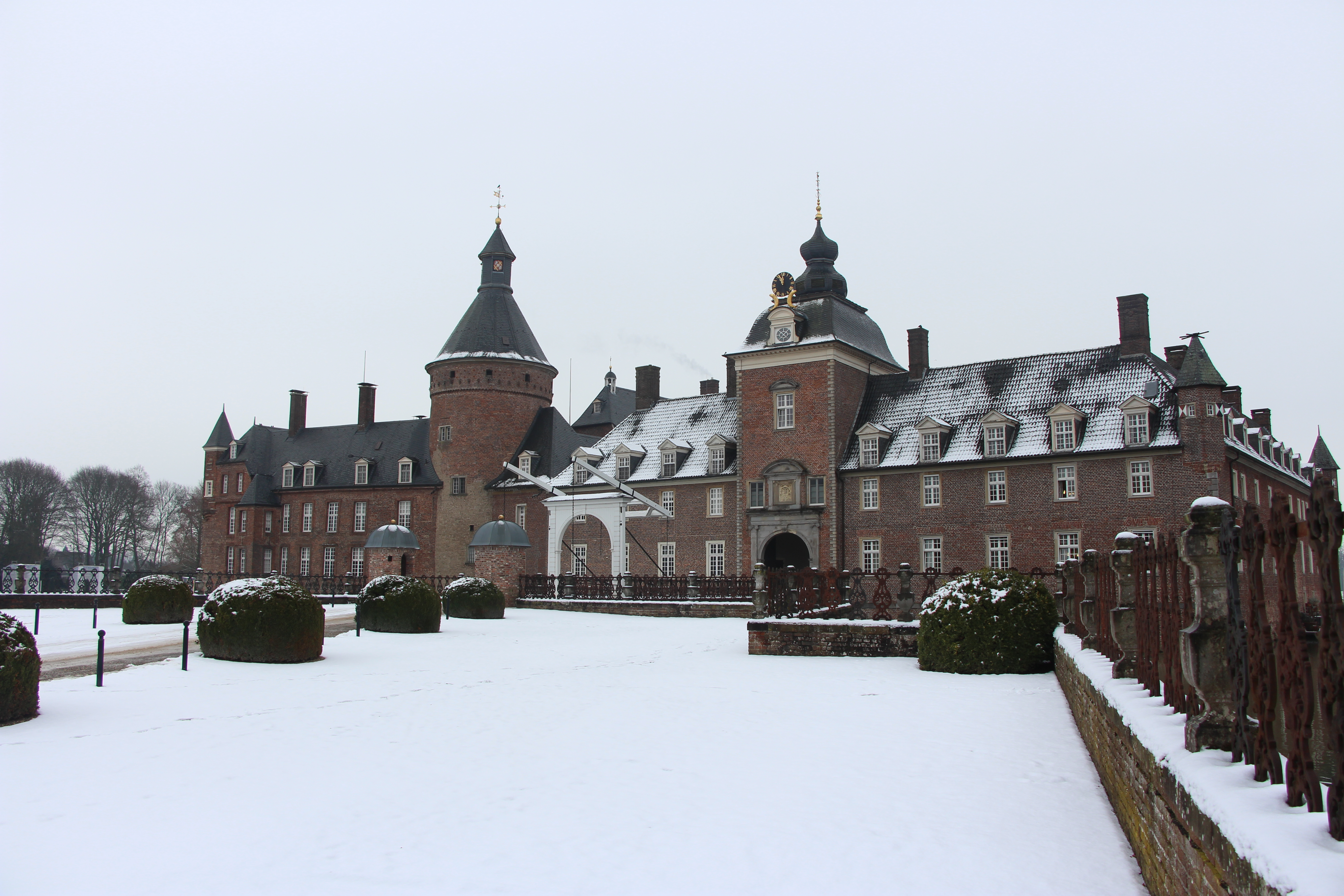
Вид замка в зимнее время
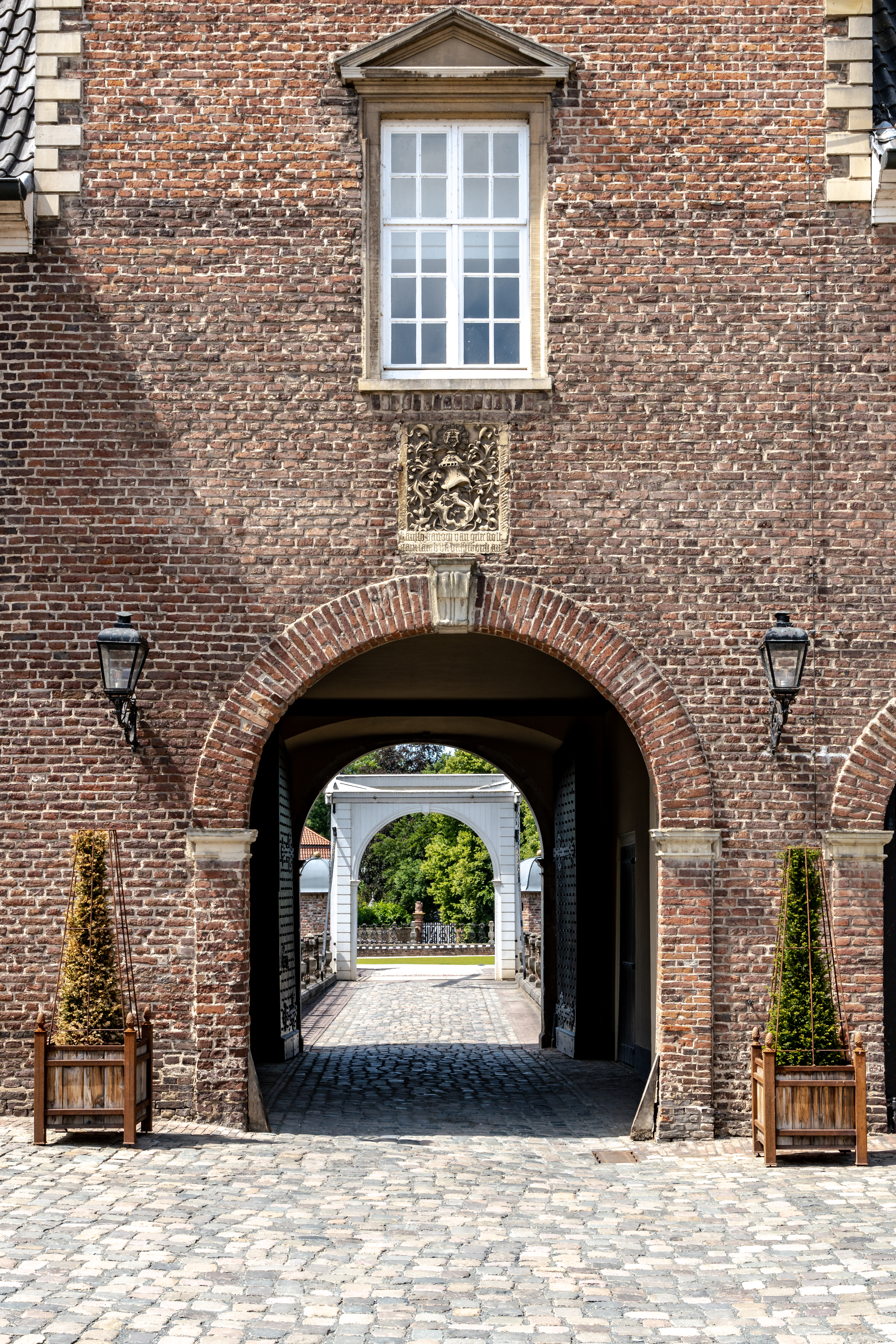
Проход через башню с воротами
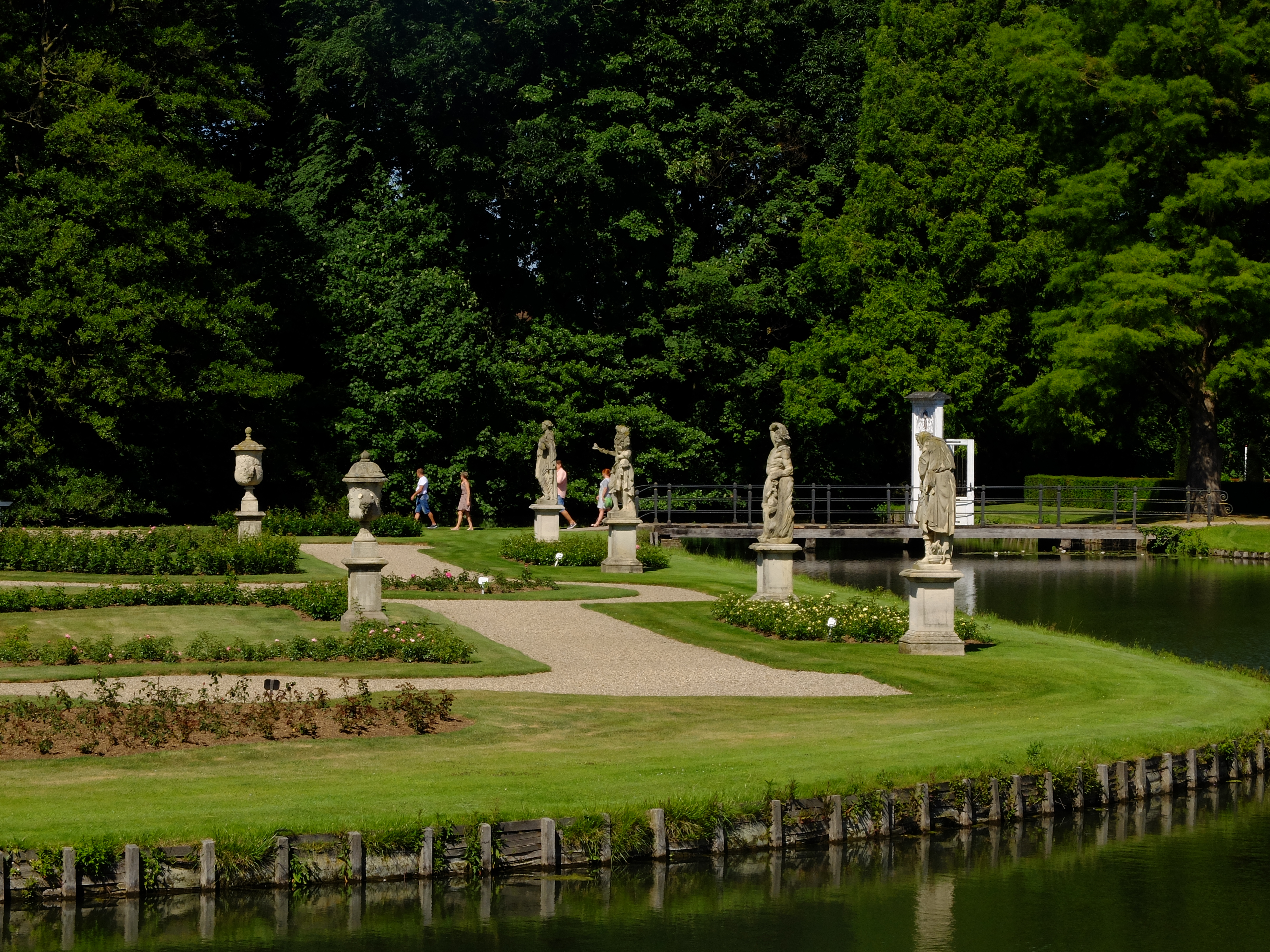
Часть замкового парка